# オクタヴィウス・フリーマン
オクタヴィウス・フリーマン（Octavious Freeman、1992年4月20日 - ）は、アメリカ合衆国の陸上競技選手。短距離走、特に100 mと200 mを専門とする。フロリダ州レイクウェールズ出身。2013年現在、セントラルフロリダ大学2年生である。
2011年、高校3年生の時に100 mと200 mで全米第1位になり、プロ転向のオファーもあったが、大学進学を決めた。2013年の全米陸上競技選手権大会では100 mに出場し、イングリッシュ・ガードナーに次ぐ2位で10秒87（風速：+1.8 m/s）をマークしてモスクワで開かれる世界選手権への出場を決めた。世界選手権では、100 mと4×100 mRに出場、100 mでは11秒16（風速：-0.3 m/s）で8位入賞、リレーでは最終走者を務め、アメリカチームを2位に導いた。